# アニうた KITAKYUSHU
アニうた KITAKYUSHU（アニうた きたきゅうしゅう）、は、2009年より北九州市(全公演)、RKB毎日放送(2011年まで)、アパマンショップ(2013年から)が開催している複数アーティストの出演によるアニメソングコンサート。会場は福岡県北九州市小倉北区の北九州メディアドーム、西日本総合展示場。
フロンティアワークスが運営する「アニうた革命」とは関係ない。
2012年はあるあるCity LIVE PROJECT（あるあるシティライブプロジェクト）として開催された。
本記事では、2015年以降のあるあるCityが関わるポップカルチャーイベントについても記述する。

## 概要
会場となっている北九州メディアドームは2008年度に開業10周年を迎え、その記念事業としてアニメソング界の有名アーティストが集結する大型コンサートを開催した。
同様の大型イベントは首都圏に一極集中する傾向にあるため、首都圏以外の大都市圏・都市圏で定期的に開催されるイベントとしては最大規模となる。その規模の大きさから入場者の3分の1は北海道から沖縄まで全国からの福岡県外来場者が占めており、アジア・ヨーロッパ・アフリカなどといった海外からの集客もある。
イベントの中心人物は影山ヒロノブで、北九州市長の北橋健治への面会に際してもアーティスト代表として表敬訪問しているほか最多4公演に出演し、各公演の公式サイトや市広報映像、今日感テレビなどでファンにメッセージを残している。福岡県出身の出演者が各公演に必ず一人以上は参加しており、福岡県以外の九州出身者も多く出演している。自身の単独コンサートは三大都市圏のいずれかのみで、当イベントが九州初公演とするアーティストも多い。一方、2012年公演の時点で全公演に参加しているアーティストはいないのに加え、各公演の半数以上の出演者が初出演となっているため、出演者の入れ替わりが激しいイベントとも言える。
演奏する楽曲は基本的に出演者側に選曲させており、アニメだけに縛られずゲームやタイアップのない曲なども披露される。また、福岡県内で放送しているアニメやMBS・TBS、テレビ東京製作の作品に限らず、自由に選曲されている。同様のイベントで見られるアーティスト同士のコラボレーションは行われていない。初回から2013年までバックバンドはギター、ベース、キーボード、ドラム、マニピュレーターで編成されており、開催年によってはヴァイオリンが参加する。
開催日時点での未発売曲や未発表曲が披露されたり、次期アニメ主題歌や単独ツアーの発表なども行われることがある。
2009年公式掲示板「来年もみるッ隊!」（閉鎖）での熱意や、各終演後のファンによる主催・共催への継続開催の嘆願書により毎年開催されている。ファンの音響・物販・座席配置など運営方法の改善に対する意見や、転換時間短縮・映像化希望・前夜祭開催の意見などを数多く取り入れ続けている。映像化に際してはシークレットゲストを含む全出演者の映像が使用されており、レコード会社の垣根を越えた珍しい形となっている。アニメソングコンサートにおいて、地上波放送で楽曲を途中でカットすることなく、一時間以上ライブ特番を組むのは当イベントのみとなっており、同様に珍しい。
初回公演の2009年は約4時間、2014年は約6時間と開催を重ねるに合わせ長時間にわたる傾向があり、2010年から公演中盤に10分から15分程度の休憩時間が設けられている。入場券も同様の他イベントと比較して安価に設定されている。
開催地である北九州市では漫画文化の振興と賑わいづくりを目的として、2012年4月27日にサブカルチャー商業施設あるあるCityが開業、次いで同年8月3日には北九州市漫画ミュージアムが開館した。それに伴い、2012年は「あるあるCityライブプロジェクト」として西日本総合展示場に会場を変更し、2014年も同会場で開催した。2014年は北九州ポップカルチャーフェスティバル内イベントとなっており、2015年は「KITAQ POP FES ARUARU STAGE」が開催された。同イベントは毎年11月もしくは12月に開催されており、来場者数は二日間延べで約17万人となっている。

## 2009年
- タイトル：北九州メディアドーム10周年記念『アニうた2009 KITAKYUSHU』
- 日時：2009年2月21日
- 開演/終演：16時00分/20時20分頃
- 会場：北九州メディアドーム
- 動員数：約5200名
- テーマ：☆、ピンク
- 主催：北九州市
- 共催：RKB毎日放送
- 協賛：スターフライヤー
- 協力：エイベックス・エンタテインメント、キングレコード、フライングドッグ、ランティス、CastingBoat
- 特別協力：JTB九州
- 企画：アニうた2009 KITAKYUSHU 実行委員会

## 2010年
- タイトル：『アニうた KITAKYUSHU 2010』
- サブタイトル：Starting Over
- 日時：2010年3月14日
- 開演/終演：14時30分/19時20分頃
- 会場：北九州メディアドーム
- 動員数：約4000名（非公式）[9]
- 主催：北九州市
- 共催：RKB毎日放送
- 協賛：スターフライヤー
- 後援：文化放送、アニメイト、キッズステーション、北九州市観光協会
- 企画制作：アニうた北九州2010実行委員会
- 制作協力：Grand-Slam
- 協力：ジェネオン・ユニバーサル・エンターテイメント、ドワンゴ・ミュージックエンタテインメント、フライングドッグ、ベルウッドレコード、ランティス
- 特別協力：JTB九州、北九州モノレール、Casting Boat

## 2011年
- タイトル：『アニうた KITAKYUSHU 2011』
- 日時：2011年2月12日
- 開演/終演：15時00分/20時10分頃
- 会場：北九州メディアドーム
- 主催：北九州市
- 共催：RKB毎日放送
- 後援：アニメイト、キッズステーション、北九州商工会議所、北九州市観光協会
- 企画制作：アニうた北九州2011実行委員会
- 制作協力：ビックノオ
- 特別協力：JTB九州、北九州モノレール、アジアンビート
- 協賛：スターフライヤー、スペースワールド、SANKYO

## 2012年
- タイトル：『あるあるCity LIVE PROJECT “A3”』
- 日時：2012年4月28日
- 開演/終演：14時00分/18時10分頃
- 会場：西日本総合展示場新館
- 動員数：4000名超[11]
- 主催：あるあるCityアパマンショップホールディングス
- 共催：北九州市
- 協賛：HOME'S、ベスト電器、アットホーム、ジャパンベストレスキューシステム、フジタ他
- 後援：RKB毎日放送、北九州商工会議所、小倉中央商業連合会
- 企画制作：あるあるCityライブプロジェクト
- 制作協力：ZIP、ビックノオ
- 公式ツアー：JTB九州

## 2013年
- タイトル：『アニうたKITAKYUSHU×A3 2013』
- 日時：2013年3月16日
- 開演/終演：14時10分頃/20時05分頃
- 会場：北九州メディアドーム
- 主催：アニうたKITAKYUSHU×A3実行委員会
- 共催：あるあるCityアパマンショップネットワーク、北九州市
- 協賛：アットホーム、大東建託、ボートレース若松、小倉けいりん他
- 後援：アジアンビート
- 企画制作：アニうたKITAKYUSHU×A3実行委員会
- 制作協力：ビックノオ

## 2014年
- タイトル：『アニうたKITAKYUSHU 2014』
- 日時：2014年12月7日
- 開演/終演：13時30分/19時25分頃
- 会場：西日本総合展示場新館
- 主催：アニうたKITAKYUSHU2014実行委員会

## 2015年
- タイトル：『KITAQ POP FES ARUARU STAGE』(「北九州ポップカルチャーフェスティバル2015withあるあるCITY」内のイベントとして開催)
- 日時：2015年11月29日
- 会場：西日本総合展示場新館C展示場

### 出演者
- I'S9
- i☆Ris
- ANNA☆S
- every♥ing!
- elfin'
- OS☆U
- 大阪☆春夏秋冬
- GALETTe
- callme
- SUPER☆GiRLS
- 田所あずさ
- 9nine
- 南波志帆
- パピマシェ
- 柊木りお
- fhána
- 流星群少女
- LinQ
- 愛◆Dream
- ダイブッ！
- Chimo
- Niimo
- ぱじゃるー
- 保坂朱乃

## 2016年
- タイトル：『北九州ポップカルチャーフェスティバル2016withあるあるCITY』
- 日時：2016年11月5日・11月6日
- 会場：西日本総合展示場新館、あるあるCity

### 出演者
- AKINO with bless4
- ＿＿（アンダーバー）
- 今井麻美
- 織田かおり
- 小野友樹
- GARNiDELiA
- 三瓶由布子
- 瀬戸麻沙美
- 田上真里奈
- ばってん少女隊
- BASEBALL☆GIRLS
- Fo'xTails
- MICHI
- 吉岡亜衣加
- LinQ
- Luce Twinkle Wink☆

## 2017年
- タイトル：『北九州ポップカルチャーフェスティバル2017withあるあるCITY』
- 日時：2017年11月4日・11月5日
- 会場：西日本総合展示場新館、あるあるCity 他

### 出演者
- 伊藤美来
- 内田彩
- A応P
- 遠藤ゆりか
- 凰稀かなめ
- 大原ゆい子
- お宮の松
- 木下綾菜
- 高田憂希
- 竹内良太
- 伊達朱里紗
- 種﨑敦美
- 田村ゆかり
- 秦佐和子
- ハルカ
- 水木一郎
- 山口勝平
- YURiKA

## 2018年
- タイトル：『北九州ポップカルチャーフェスティバル2018withあるあるCITY』
- 日時：2018年11月10日・11月11日
- 会場：西日本総合展示場新館、あるあるCity 他

### 出演者
- あべあきら
- アンドリュー・グリフィス
- 今井麻美
- A応P
- 大久保淳二 ／ 出雲重機
- 大原ゆい子
- オカモト
- 茅野愛衣
- ギルドロップス[メンバー 1]
- 近藤孝行
- XAI
- 高島雄哉
- 中尾浩之
- 中川翔子
- 朴璐美
- 日野聡
- bless4
- 松岡禎丞
- 松山洋
- マフィア梶田
- MICHI
- 南雅彦
- YURiKA

## 2019年
- タイトル：『北九州ポップカルチャーフェスティバル2019withあるあるCITY』
- 日時：2019年11月30日・12月1日
- 会場：西日本総合展示場新館、あるあるCity 他

### 出演者
- 麻倉もも
- 浅沼晋太郎
- 石原夏織
- 内田彩
- A応P
- オカモト
- 小倉唯
- 神谷明
- 岸田教団＆THE明星ロケッツ
- ギルドロップス
- 古賀葵
- 小原好美
- 小松未可子
- 島崎信長
- 高田憂希
- 千葉繁
- 徳井青空
- 豊永利行
- 中島唯
- 花澤香菜
- 春瀬なつみ
- 古川登志夫
- 松山洋

## 2020年
- 新型コロナウイルス感染症拡大の影響で中止。[17]

## 2021年
- 新型コロナウイルス感染症拡大の影響で中止。[18]

## 2022年
- タイトル：『北九州ポップカルチャーフェスティバル2022withあるあるCITY』[19]
- 日時：2022年11月26日・11月27日
- 会場：西日本総合展示場新館、あるあるCity 他
- 主催：KPF実行委員会、北九州市
- 共催：あるあるCity
- 協力：CROSS FM、大洋装備株式会社
- 協賛：いいちこ、オズ韓流ショップ、日本工学院
- サポートカンパニー：菓匠 きくたろう、クラウン製パン株式会社、シロヤベーカリー、三日月屋

### 出演者
- 青山吉能
- 亜咲花
- 安月名莉子
- 阿部敦
- 石川界人
- 今井麻美
- 大西亜玖璃
- 岡咲美保
- 金子有希
- 神谷明
- ギルドロップス
- 熊田茜音
- 古賀葵
- 鈴木杏奈
- 鈴木崚汰
- 鈴代紗弓
- 瀬戸麻沙美
- 高田憂希
- 高橋李依
- 千葉繁
- 千葉翔也
- nonoc
- 日高里菜
- 平川大輔
- 藤田茜
- 古川登志夫
- MindaRyn
- 前田佳織里
- 松岡禎丞
- YURiKA
- 代永翼

##### ユニットメンバー
1. ↑  江原裕理、小坂井祐莉絵、永恵由彩、山田麻莉奈